# 166229 Palanga
166229 Palanga è un asteroide della fascia principale. Scoperto nel 2002, presenta un'orbita caratterizzata da un semiasse maggiore pari a 2,4400322 UA e da un'eccentricità di 0,0633819, inclinata di 6,33090° rispetto all'eclittica.
L'asteroide è dedicato all'omonima città della Lituania.